# Diocese de Providence
A Diocese de Providence (Dioecesis Providentiensis) é uma circunscrição eclesiástica da Igreja Católica sediada em Providence, capital do estado norte-americano de Rhode Island e abrange todos os seus condados. Erigida em 17 de fevereiro de 1872, é sufragânea da Arquidiocese de Hartford. Sua sé episcopal é a Catedral de São Pedro e São Paulo. 
Possui 141 paróquias assistidas por 369 sacerdotes e cerca de 59,9% da população jurisdicionada é batizada.

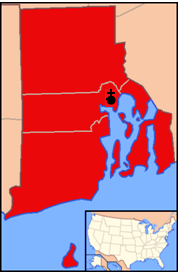
Área territorial da Diocese de Providence.

## História
Os registros mais antigo aponta que em 1780 já havia presença do catolicismo na então Colônia de Rhode Island. A primeira missa celebrada foi no funeral de um almirante francês, que ocorreu pouco depois da frota francesa transportar soldados para apoiar a Revolução Americana. Com a criação da Diocese de Baltimore, em 1789, toda a área da Nova Inglaterra passou para sua jurisdição. Em 8 de abril de 1808, a única diocese dos Estados Unidos é elevada a categoria de arquidiocese metropolitana e desmembrada para formar suas sufragâneas: Boston, Nova Iorque, Filadélfia e Bardstown (hoje Arquidiocese de Louisville). A diocese abrangia inicialmente os estados de Connecticut, Maine, Massachusetts, New Hampshire,  Rhode Island e Vermont.  Havia relativamente poucos católicos no estado até centenas de operários irlandeses serem atraídos para Providence pela ascensão da indústria na cidade ocasionada por embargo do presidente Jefferson e da Guerra de 1812. Em 1813, os católicos alugaram um velho prédio de madeira onde funcionou uma escola no para utilizarem como uma igreja. O edifício foi mais tarde mudou-se para um outro lote e foi destruída pela Grande Ventania (furacão) de Setembro de 1815. A devastação criada pelo furacão e a abertura dos mercados americanos aos produtos britânicos após uma um acordo de paz assinado com a Grã-Bretanha em dezembro de 1815 causou a diminuição da população católica de Providence.
Quando as condições econômicas em Rhode Island começara a melhorar no final da década de 1820, as oportunidades de trabalho criadas pelo crescimento de Providence e em outros lugares em Rhode Island como centros comerciais e industriais fez a cidade e o estado atraírem um crescente número de imigrantes. Católicos irlandeses que fugiam às perturbações econômicas e problemas de sua terra natal começaram a se estabelecer no estado, juntamente com um menor número de católicos ingleses recrutados em muitos casos, por fabricas têxteis devido sua experiência na produção de têxteis. Os católicos irlandeses que viviam em Providence, eram oriundos de muitos cidades e paróquias diferentes na Irlanda. Os irlandeses tendiam a se associar com imigrantes de seus próprios municípios. As divisões dentro das comunidades irlandesas e sua falta de recursos tornou difícil para os sacerdotes, que vieram de Boston e que eventualmente fixaram residência no estado, reunir as verbas necessárias para comprar terreno e construir igrejas.
Newport na década de 1820 foi um dos primeiros lugares em Rhode Island a testemunhar a vinda de um número substancial de irlandeses. O governo federal iniciou uma nova fase de construção do Fort Adams em 1824. A necessidade de trabalhadores para o forte e nas minas de carvão próximas, atraiu centenas de irlandeses a ilha em 1827. Em janeiro de 1828, Bento Fenwick, Bispo de Boston, enviou um jovem da Virgínia, Fr. Robert D. Woodley, que ele havia conhecido no colégio jesuíta em Georgetown e que recentemente tinha sido ordenado sacerdote em Boston, para visitar Newport e Pawtucket. Em um ano, Fr. Woodley havia comprado uma escola velha em Newport e, em 6 de Abril de 1828, celebrou a Missa pela primeira vez na futura Paróquia de Santa Maria. O Bispo Fenwick, expressou preocupação por não haver dioceses separadas para Connecticut e Rhode Island, em conformidade com a crescente população católica nesses estados. Em 28 de novembro de 1843, a Diocese de Hartford foi erigida pelo Papa Gregório XV nomeando Willam Tyler como seu primeiro bispo. 
Hartford naquela época possuía uma população de cerca de 13.000 pessoas, dos quais entre 500 e 600 eram católicos adultos. Providence tinha uma população de 23.000 habitantes, dos quais mais de 2.000 eram católicos. Havia dois templos católicos na cidade, a Igreja de São Pedro e São Paulo e a Igreja de São Patrício. Depois de consultar Joseph Fenwick, Bispo de Boston, Tyler veio para Providence no primeiro domingo de julho de 1844 e anunciou a Paróquia de São Pedro e São Paulo a sua intenção de lá estabelecer residência.
O segundo bispo, Bernard O'Reilly, se preocupou em conseguir padres para a diocese ao mesmo tempo em que ajudava a frear os movimentos anti-católicos da época pelo Know Nothing Party. Em janeiro de 1856, O'Reilly se perdeu no mar a bordo do navio Pacific. O novo bispo, Francis Patrick McFarland, foi nomeado dois anos depois e ficou conhecido como o "Bispo da Guerra Civil" pois durante o seu episcopado ocorreu a Guerra de Secessão.  
A Diocese de Providence foi erigida em 17 de fevereiro de 1872 tendo Thomas Francis Hendricken como seu primeiro bispo. Em 12 de março de 1904 cedeu parte de seu território (a porção de Massachusetts que estava sob sua jurisdição) para a ereção da Diocese de Fall River. 

## Prelados
|                    | Nome                            | Período   | Notas                          |        |
| Bispos             | Bispos                          | Bispos    | Bispos                         | Bispos |
| ------------------ | ------------------------------- | --------- | ------------------------------ | ------ |
| 10º                | Bruce Alan Lewandowski, C.Ss.R. | 2025-     | Atual                          |        |
| 9º                 | Richard Garth Henning           | 2023-2024 | Nomeado Arcebispo de Boston    |        |
| 8º                 | Thomas Joseph Tobin             | 2005–2023 | Bispo emérito                  |        |
| 7º                 | Robert Edward Mulvee            | 1997-2005 |                                |        |
| 6°                 | Louis Edward Gelineau           | 1972-1997 |                                |        |
| 5º                 | Russell Joseph McVinney         | 1948-1971 |                                |        |
| 4º                 | Francis Patrick Keough          | 1934-1947 | Nomeado Arcebispo de Baltimore |        |
| 3°                 | William Augustine Hickey        | 1921-1933 |                                |        |
| 2º                 | Matthew A. Harkins              | 1887-1921 |                                |        |
| 1º                 | Thomas Francis Hendricken       | 1872-1886 |                                |        |
| Bispos coadjutores |                                 |           |                                |        |
|                    | Richard Garth Henning           | 2022-2023 |                                |        |
|                    | Robert Edward Mulvee            | 1995-1997 |                                |        |
|                    | William Augustine Hickey        | 1919-1921 |                                |        |
| Bispo-auxiliar     |                                 |           |                                |        |
|                    | Robert Charles Evans            | 2009–2022 | Bispo auxiliar emérito         |        |
|                    | Robert Joseph McManus           | 1999-2004 | Nomeado Bispo de Worcester     |        |
|                    | Kenneth Anthony Angell          | 1974-1992 | Nomeado Bispo de Burlington    |        |
|                    | Bernard Matthew Kelly           | 1964-1971 | Renunciou ao sacerdócio.       |        |
|                    | Thomas Francis Maloney          | 1960-1962 |                                |        |
|                    | Denis Matthew Lowney            | 1917-1918 |                                |        |
|                    | Thomas Francis Doran            | 1915-1916 |                                |        |